# تغییر (فیلم ۱۹۴۹)
تغییر (به هندی: Parivartan) فیلمی محصول سال ۱۹۴۹ و به کارگردانی ان. آر آچاریا است. در این فیلم بازیگرانی همچون راج کاپور، نرگس دات ایفای نقش کرده‌اند.